# Le Mesnil-Réaume

Le Mesnil-Réaume este o comună în departamentul Seine-Maritime, Franța. În 1 ianuarie 2022 avea o populație de 802 de locuitori.